# Oumamiouek
Oumamiouek (Oumamiwek, Ste. Marguerite), jedna od lokalnih algonkinskih skupina iz 17. stoljeća koji su prema Evanu Pritchardu pripadali široj skupini Naskapa s popuotoka Labrador, Kanada. Živjeli su na rijeci Ste. Marguerite i zapadno od nje.